# 栗本和博
栗本 和博（くりもと かずひろ、1966年3月16日 - ）は、日本の漫画家。

## 概要
講談社『週刊ヤングマガジン』の新人賞でデビュー。エニックス（現：スクウェア・エニックス）から発行されていた『ドラゴンクエスト4コママンガ劇場』に、1巻からほぼレギュラーで描き続け、最後のドラゴンクエスト4コママンガ劇場である『ドラゴンクエストVIII 空と海と大地と呪われし姫君』の3巻まで参加していた。
もともと『ドラゴンクエスト4コママンガ劇場』が単行本シリーズ化されたのも、『ドラゴンクエストIII そして伝説へ… 知られざる伝説』（1988年）に収録された『ドラクエIII MAGAZINE』や、『ドラゴンクエスト モンスター物語』『ドラゴンクエスト アイテム物語』（1989年）に収録された『アレフガルド小劇場』といった栗本の4コマ漫画が好評だったことがきっかけであった。『スーパーマリオ』や『ゼルダの伝説』、『星のカービィ』といったドラゴンクエスト以外の4コママンガ劇場にも多く参加している。
ゲーム4コマ漫画以外のオリジナル作品では、『月刊少年ギャグ王』で連載していた『最強不運少年バット君』（全1巻）がある。

## 作風
ゲームネタの4コマ漫画やアンソロジーでは、個々の作者によるオリジナルキャラやネタ設定がよく見られるが、栗本のオリジナルネタは特に有名である。
- 例
  - ドラゴンクエスト - 怪傑大ねずみ（『DRAGON QUEST -ダイの大冒険-』に出てくるチウはこれをモデルにしている）、吟遊彫刻家カライ（吟遊詩人ガライのパロディ）、モンスター仮装大会、バシルーラで遠くへ飛ばされた2人（『III』の男武道家・男魔法使い）、サマルトリア王女、福引大王（ローレシア王）、マヒャドじいさん、メダパニ勇者（般若の面などフル呪い装備）、カンバンヤラ・ヨロズ、キャットフライスーパーX
  - スーパーマリオ - 三角ブロック
  - ゼルダの伝説 - Mr.モンド、つぼ屋（押田J.Oのつぼ屋とは異なる）、アグニム配下の兵たち

## 人物
- 趣味はオートバイやパソコンなど。4コママンガ劇場の楽屋裏でよく話題にしていた。
- また、料理も好きなようで、カレーの調合にはまったり、自身のウェブサイトで豚丼の作り方を紹介したりしている。
- FC版『ドラゴンクエストII 悪霊の神々』からSFC版『ドラゴンクエストV 天空の花嫁』までのテストプレイに参加しており[2]、FC版『ドラゴンクエストIV 導かれし者たち』および『V』ではスタッフロールで名前を確認できる。いきさつとしては、かつてイラストレーターとしてエニックスに売り込みに行った際に、丁度エニックスが『II』のテストプレイヤーを探していたためテストプレイヤーとして採用されたと、『月刊少年ギャグ王』誌上のインタビューで語っている。これが縁で、『ドラゴンクエストIII 知られざる伝説』や、その他のエニックスでの漫画の仕事をすることになったとも語っている。

## 作品リスト

### 漫画
- 『最強不運少年バット君』（『月刊少年ギャグ王』、全1巻）

### ゲーム
- 『ジーザス2』（アニメーションを担当）